# Тет (град)
Тет (мађ. Tét) град је у северозападној Мађарској. Тет је град у оквиру жупаније Ђер-Мошон-Шопрон.
Град има 4.010 становника према подацима из 2009. године.

## Географија
Град Тет се налази у северозападном делу Мађарске. Од престонице Будимпеште град је удаљен око 140 km југозападно. Најближи већи град је Ђер, 20-ак километара североисточно од града.
Тет се налази у северозападном делу Панонске низије, у бреоговитом подручју. Надморска висина места је око 135 m. Западно од града протиче река Раба.